# إنترناشينال سوبرستار سوكر برو
إنترناشينال سوبرستار سوكر برو (بالإنجليزية: International Superstar Soccer Pro)‏ تسمى اختصاراً آي إس إس برو (ISS Pro) ، وهي لعبة إلكترونية مهتمة بكرة القدم، أنتجت عام 1997م ونشرها شركة كونامي اليابانية.

## اختلاف عناوين اللعبة
تسمى في النسخة اليابانية ورلد سوكر ويننغ إليفن 97 (World Soccer Winning Eleven 97) ، وتسمى في النسخة الأمريكية غول ستروم 97 (Goal Storm 97) ، بينما الأوروبية سميت نسختها الخاصة (International Superstar Soccer Pro) ، برغم احتواء اللعبة والقوائم والشركات الناشرة نفسها رغم اختلاف التسمية فقط.

## بعض محتويات اللعبة
توفر اللعبة ميزات جديدة من الإضافات والتي تشمل 32 منتخباً وطنياً ومستويات الصعوبة وتوفر طور مباراة ودية (Exhibition Mode) ، والدوري الدولي (International League) ، وكأس العالمية (International Cup) ، وطور ضربات الترجيح (Penalty Kick mode) ، بالإضافة إلى توفر لاعب أو لاعبان للمنافسة على المباراة.

## وصلات خارجية
- ISS Pro at موبي جيمز
- Goal Storm '97 at جيم فاكس